# El Paquesch
El Paquesch är en ort i Mexiko.   Den ligger i kommunen Acala och delstaten Chiapas, i den sydöstra delen av landet, 700 km öster om huvudstaden Mexico City. El Paquesch ligger 413 meter över havet och antalet invånare är 202.
Terrängen runt El Paquesch är platt söderut, men norrut är den kuperad. Runt El Paquesch är det ganska tätbefolkat, med 67 invånare per kvadratkilometer. Närmaste större samhälle är Acala, 2,3 km öster om El Paquesch. Omgivningarna runt El Paquesch är en mosaik av jordbruksmark och naturlig växtlighet.